# غراي هاي لاند (أونتاريو)
غراي هاي لاند، أونتاريو (بالإنجليزية: Grey Highlands) هي مدينة كندية تقع في مقاطعة أونتاريو. تبلغ مساحة هذه المدينة 880.599 (كم²)، ويبلغ عدد سكانها 9480 نسمة حسب إحصاء سنة 2006 م، بينما كان يسكنها 9196 نسمة في سنة 2001 م. تحتل هذه المدينة المرتبة رقم 402 بين مدن كندا حسب عدد السكان والمرتبة رقم 149 في المقاطعة. نما عدد السكان في هذه المدينة بنسبة (3.1) بين العامين المذكورين.

## وصلات خارجية
- الأطلس الحكومي لكندا
- إحصاءات كندا مع ساعة تعداد السكان نسخة محفوظة 23 مارس 2008 على موقع واي باك مشين.